# 世界衛生組織察覺分類

世界衛生組織的標誌

世界衛生組織察覺分類（WHO AWaRe Classification）是一種將抗生素分為三類的方法，旨在改善抗生素的適當使用 。此分類的部分是根據抗生素抗藥性风险及其在医学上的重要性 。而與抗生素本身的藥效或強度無關。附赠一本书《世界衛生組織察覺抗生素手冊》，內容概述在 34 种常见感染中應如何選擇和使用抗生素。
此分類將抗生素分為三類，分别是廣泛使用（access）代表可以不受限制地使用，謹慎使用（watch）代表使用時宜小心谨慎，保留使用（reserve），代表应保留使用，作為其他選擇不可行時的最後選擇。建議每個國家使用的抗生素中 60% 以上應來自 "廣泛使用" 類別。
此分类由世界卫生组织制定，于 2017 年发布。它是世界卫生组织基本药物标准清单的一部分。至 2021 年止，此分类涵盖 258 个项目。實行上面臨的挑戰包括缺乏認知、政治意願不足以及資源匱乏。